# 若洛布涅
50°29′4″N 27°21′13″E / 50.48444°N 27.35361°E
若洛布涅（烏克蘭語：Жолобне），是烏克蘭北部的村莊，隸屬日托米爾州的茲維亞赫爾區。該村始建於1587年，面積2.26平方公里，海拔高度221米，2001年人口719，人口密度每平方公里318.42人。